# عين عرمة المركز (عين عرمة)
عين عرمة المركز هو دُوَّار يقع بجماعة عين عرمة، عمالة مكناس، جهة فاس مكناس في المملكة المغربية. ينتمي الدوّار لمشيخة عين عرمة التي تضم 6 دواوير. يقدر عدد سكانه بـ 1472 نسمة حسب الإحصاء الرسمي للسكان والسكنى لسنة 2004.

## روابط خارجية
- البوابة الوطنية للجماعات الترابية نسخة محفوظة 12 مارس 2018 على موقع واي باك مشين.
- المندوبية السامية للتخطيط